# 閔賢植
閔 賢植（ミン・ヒョンシク、민현식、1946年10月21日 - ）は、大韓民国の建築家。韓国芸術総合学校美術院建築科教授を務めた。

## 履歴
ソウル大学建築科を卒業後、空間研究所（SPACE　Group）、原都市建築（WONDOSHI Architects Group)で実務を担い、ロンドンAA建築学校（AAスクール）で修学した。
1996年、建築士事務所寄傲軒(KIOHUN architects & associates)を設立。1997年以降、韓国芸術総合学校美術院で建築科の教授を務め、2002年からは同美術院院長を務めた。2006年にはアメリカ建築家協会名誉会員(Hon. FAIA)となっている。
- 1992年〜1996年　閔賢植建築研究所代表。
- 1996年〜1997年　建築士事務所寄傲軒(KIOHUN architects & associates)代表
- 1997年〜 　　　 建築士事務所寄傲軒(KIOHUN architects & associates)顧問
- 1997年〜2012年　韓国芸術総合学校建築科教授
- 2002年〜2004年　韓国芸術総合学校美術院院長

## 代表作
- シンドリコ（朝鮮語版） ソウル本社及工場、牙山工場、宿舎、中国販売本部及びチンタオ工場等
- 国立国楽中高学校（ソウル）
- 韓国伝統文化学校（扶餘郡）
- ムンテ高等学校（木浦市）
- ソンアク教会（議政府市）
- 尹伊桑（ユン・イサン）記念館
- 大田大学校マスタープラン、第二宿舎、マクセンター、文武館等
- 臨津閣（イムジンガク）平和ヌリ
- 坡州出版文化情報産業団地マスタープラン及インポールム、Language and Creation Publication Company社屋、BOOKXEN出版物総合流通センター等
- ドンスン教会

## 著書
いずれも朝鮮語。
- 땅의 공간:땅의 형국을 추상화하는 작업〔地の空間−地の形局を抽象化する作業〕 미건사、1998年 ISBN 9788975410178
- 비움의 구축（抄訳：空の構築）（共著）、동녘、2005年　ISBN 9788972974789
- 건축이란 무엇인가:우리 시대 건축가 열한 명의 성찰과 사유（抄訳：建築とは何か－現代の建築家11人の省察と思惟）（共著）、열화당、2005年　ISBN 9788930101714
- 건축에게 시대를 묻다（抄訳：建築に時代を聞く）、トルペゲ、2006年　ISBN 9788971992487